# Cheyenne (Oklahoma)
Cheyenne es un pueblo ubicado en el condado de Roger Mills, Oklahoma, Estados Unidos. Tiene una población estimada, a mediados de 2022, de 740 habitantes.
Es la sede del condado.

## Geografía
La localidad está ubicada en las coordenadas 35°36′39″N 99°40′35″O / 35.61083, -99.67639 (35.61092, -99.676371).

## Demografía
Según la censo de 2000, en ese momento los ingresos medios de los hogares de la localidad eran de $25,313 y los ingresos medios de las familias eran de $37,159. Los hombres tenían ingresos medios por $25,156 frente a los $17,500 que percibían las mujeres. Los ingresos per cápita para la localidad eran de $16,428. Alrededor del 18.4% de la población estaba por debajo del umbral de pobreza.
De acuerdo con la estimación 2017-2021 de la Oficina del Censo, los ingresos medios de los hogares de la localidad son de $48,125 y los ingresos medios de las familias son de $48,264. Alrededor del 24.3% de la población está por debajo del umbral de pobreza.